# Jamie Ritchie
James Thomas Ritchie (Dundee, 16 agosto 1996) è un rugbista a 15 britannico, internazionale per la Scozia, che gioca come terza linea ala nell'Edimburgo.

## Biografia
Ritchie iniziò a giocare nel 2014 con l'Edimburgo, nel Pro12, a soli diciotto anni di età. Capitano della nazionale scozzese under-18 e fra i protagonista della storica prima vittoria dell'under-20 contro i pari età dell'Inghilterra, nel giugno 2018 ricevette la sua prima convocazione in Nazionale maggiore affrontando ad Edmonton il Canada in un test match. Disputò la Coppa del Mondo di rugby 2019 giocando nelle due partite contro Samoa e Giappone nella fase a gironi.